# Péter Esterházy
Péter Esterházy, conte de Galántha și Fraknó (n. 14 aprilie 1950, Budapesta, Republica Populară Ungară – d. 14 iulie 2016, Budapesta, Ungaria), a fost un scriitor și publicist maghiar, membru al Bibliotecii virtuale gratuite a Academiei Literare Digitale Ungare.

## Opere literare
- Fancsikó és Pinta: Írások egy darab madzagra fűzve (elbeszélések, 1976)
- Pápai vizeken ne kalózkodj (povestiri, 1977)
- Termelési-regény. Kisssregény  (roman, 1979)
- Bevezetés a szépirodalomba
  - Függő (1981)
  - Ki szavatol a lady biztonságáért? (1982)
  - Kis Magyar Pornográfia (1984)
  - A szív segédigéi (1985)
  - Bevezetés a szépirodalomba (1986)
- Daisy (1984; „Opera semiseria”)
- Fuharosok (1983)
- Tizenhét hattyúk (1987) – sub pseudonimul Csokonai Lili
- A kitömött hattyú (1988; eseuri)
- Biztos kaland (cu Czeizel Balázs, 1989)
- Hrabal könyve (1990)
- Az elefántcsonttoronyból (1991; publicistică)
- A halacska csodálatos élete (1991; publicistică)
- Így gondozd a magyarodat (1991; )
- Hahn-Hahn grófnő pillantása – lefelé a Dunán (1992)
- Amit a csokornyakkendő-ről tudni kell… (1993)
- A vajszínű árnyalat (cu Szebeni András (1993))
- Egy kékharisnya följegyzéseiből (1994; publicistică)
- Búcsúszimfónia – A gabonakereskedő (1994; comedie)
- Egy nő (1995)
- Egy kék haris (1996; publicistică)
- Irene Dische, Hans Magnus Enzensberger, Michael Sowa: Esterházy: Egy házy nyúl csodálatos élete (tradus de Esterházy Péter) (1996)
- Harmonia cælestis (2000)
- Javított kiadás (2002)
- A szabadság nehéz mámora (2003; eseuri alese, articole)
- Utazás a tizenhatos mélyére (2006)
- Rubens és a nemeuklideszi asszonyok (2007)
- Semmi művészet (2008)
- Esti (2010)

### Interviuri
- EZREDVÉGI BESZÉLGETÉS Esterházy Péterrel (Monory M. András - Tillmann J. A.)
- Megint világbajnokok leszünk! – Esterházy Péter szerint Rooney egy Rilke a futballpályán – Népszabadság, 2006. június 3.
- A politikai elit is mi vagyunk – Esterházy Péter szerint normálisnak lenni nehéz, és mintha nem volna erőnk hozzá – Népszabadság, 2006. szeptember 23.
- A sosemvolt matematikus - Esterházy Péter az intelligens nemtudásról Arhivat în 7 august 2016, la Wayback Machine. - SZIE Újság, XI. évfolyam 3.
- Esterházy Péter és Fabiny Tamás disputája az identitásról - Asztali beszélgetések...1 - Öt Párbeszéd; (Luther Kiadó, 2008. szerk: Galambos Ádám)
- Más is volt kamasz Arhivat în 8 noiembrie 2007, la Wayback Machine.
- „Tații reali sînt foarte greu de îmbrățișat“. Interviu cu Péter ESTERHÁZY, Arina Petrovici, Observator cultural - numărul 428, iunie 2008
- „Dorm ca un prunc, de parc-aș avea o conștiință curată. Firește, e o ficțiune“, Iulia Popovici, Observator cultural - numărul 477, iunie 2009